# Nghi lễ Then
Nghi lễ Then là hình thức văn hóa của cộng đồng các dân tộc Tày, Nùng, Thái, Giáy ở miền núi phía Bắc Việt Nam. 
Then có nhiều nghi lễ, nghi thức như: Then cầu an giải hạn, thường tổ chức vào dịp đầu năm; Then nàng hang, diễn ra vào dịp Trung thu; Then cúng mụ, diễn ra vào dịp cúng đầy tháng; Then thôi tang; lẩu Then, đây là những nghi lễ lớn nhất của nhà Then và trong đó nghi lễ Then cấp cao nhất chính là  Then “cấp sắc”. Đặc điểm của Then là tính nghệ thuật gắn liền với yếu tố tâm linh. Việc thực hành nghi lễ then thường được gọi là "làm then", phần nghi lễ có yếu tố âm nhạc được gọi là "hát then".
Theo quan niệm của các dân tộc Thái, Tày, Nùng..., nghi lễ Then còn là nghi thức tâm linh của con người kết nối với đấng tối cao của mình là Trời. Nghi lễ này chủ yếu được lưu truyền qua các thế hệ bằng hình thức khẩu truyền. Thầy Then là người sáng tạo cả về lời ca và giai điệu, nghi lễ Then cũng  hoàn toàn mang tính xã hội khi gắn liền với nhiều nghi thức cúng cầu gắn liền suốt cuộc đời con người.
Các thầy Then đóng vai trò chính yếu trong việc chuyển giao các kỹ năng và bí quyết liên quan, một số thầy Then thực hiện khoảng 200 nghi lễ Then một năm.
Nghi lễ then tại nhiều địa phương đã được ghi danh là di sản văn hóa phi vật thể của Việt Nam.
Nghi lễ Then của người Tày tại Lào Cai, Quảng Ninh và Tuyên Quang được ghi danh di sản của Việt Nam từ năm 2012, 
đến năm 2014 là Nghi lễ Then của người Tày tại Cao Bằng, 
năm 2015 là Nghi lễ Then của người Tày tại Hà Giang, 
Nghi lễ Then của người Tày, người Nùng tại Bắc Giang và tại Lạng Sơn, Nghi lễ Then của người Tày huyện Định Hóa, Thái Nguyên

Lễ Kin pang then của người Thái trắng tại thị xã Mường Lay, tỉnh Điện Biên được ghi danh năm 2015 và tại các huyện Quỳnh Nhai, Mai Sơn, tỉnh Sơn La được ghi danh năm 2020. 
Nghi lễ Then Khoăn (Cầu thọ) của người Tày ở Văn Bàn, Lào Cai được ghi danh năm 2020.
Ngoài 3 dân tộc nêu trên, một số dân tộc cũng thực hành nghi lễ then, ví dụ nghi lễ của người Giáy tại huyện Bát Xát, Lào Cai đã được ghi danh năm 2019.
Lúc 15h23 ngày 12/12/2019 giờ địa phương (tức 3h23 ngày 13/12/2019 giờ Việt Nam), tại Phiên họp Ủy ban Liên Chính phủ Công ước 2003 về bảo vệ di sản văn hóa phi vật thể lần thứ 14 của Tổ chức Giáo dục, Khoa học và Văn hóa Liên hợp quốc (UNESCO) diễn ra tại Bogotá, Colombia, di sản Thực hành Then của người Tày, Nùng, Thái ở Việt Nam chính thức được UNESCO ghi danh vào Danh sách Di sản Văn hóa phi vật thể đại diện của nhân loại.